# 2004 في إيران
فيما يلي قوائم الأحداث التي وقعت خلال عام 2004 في إيران.

## سياسة

### انتهاء فترة المنصب
- 1 يناير – محمد علي أبطحي نائب رئيس الجمهورية الإيرانية،نائب رئيس الجمهورية الإيرانية.

## أفلام
من الأفلام التي صدرت هذه السنة في إيران:
- 1 يناير – السلاحف تستطيع الطيران من إخراج باهمان غوبادي.

## برامج ومسلسلات وأنمي
- زهراء ذات العيون الزرقاء

## وفيات

### يناير
- 30 يناير – فؤاد روحاني (مواليد 1907) دبلوماسي إيراني.

### مايو
- 2 مايو – أحمد ميرفندرسكي (مواليد 1918)

### يونيو
- 29 يونيو – محمد رنجبر (مواليد 1935) لاعب كرة قدم إيراني.

### يوليو
- 19 يوليو – أسد الله موسوي ماكوئي (مواليد 1918) عالم اجتماع ومؤرخ إيراني.

### أغسطس
- 15 أغسطس – عاطفة سهاله (مواليد 1988)